# Ismet Bajramović
Ismet „Ćelo“ Bajramović (26. dubna 1966 - 17. prosince 2008) byl bosenský voják a údajná postava organizovaného zločinu ze Sarajeva. Během války v Bosně a Hercegovině a konkrétně během obléhání Sarajeva byl Bajramović jedním z gangsterů, kteří hráli klíčovou roli v obraně města v prvních dnech války.
Narodil se v Sarajevu. Před válkou byl drobným zločincem, který trávil čas ve vězení. Po svém propuštění se Ćelo stal nejmocnějším gangsterem v Sarajevu a v roce 1993 byl listem The New York Times nazván „Kmotrem Sarajeva“.
Když válka začala, zločinecké skupiny byly mezi prvními, které vzdorovaly Jugoslávské lidové armádě obléhající Sarajevo. Ćelo dostal na starost čtvrť Dobrinja. Ve stejné době byl šéfem vojenské policie v Sarajevu a byl zodpovědný za centrální věznici. Zatímco velel akcím vojenské policie, zabýval se také pašováním, vydíráním a přeshraničním obchodováním. Na podzim roku 1993 byl Bajramović postřelen blízko srdce odstřelovačem. Byl evakuován z města a vrátil se v roce 1997.
Během války byl profilován The New York Times a časopisem Vanity Fair. Objevil se také v epizodě programu PBS Frontline o příběhu Romeo a Julie v Sarajevu, který se vysílal v roce 1994.
V poválečných letech byl Bajramović často zatýkán na základě různých obvinění; v dubnu 2000 byl zatčen za vraždu a strávil čtyři roky ve vězení, dokud nebylo jeho odsouzení zrušeno. Mezitím se Bajramovićovo zdraví začalo zhoršovat v důsledku postřelení u srdce. Trpěl tachykardií a v důsledku toho byl často hospitalizován. 17. prosince 2008 Bajramović spáchal sebevraždu zastřelením do spánku ve svém domově v Sarajevu. Podle jeho přátel bylo jako motiv sebevraždy uváděno jeho zhoršující se zdraví.